# Haga, Örebro

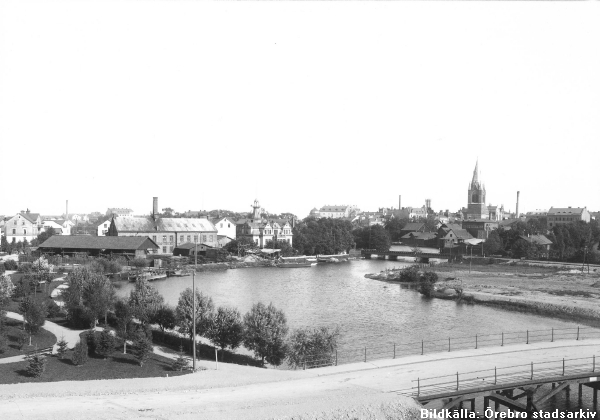
Hagaparken i Örebro år 1903 till vänster. Bröderna Eriksons Snickerifabrik ses bakom Svartåns vattenspegel. Den första Hagabron, byggd tre år tidigare, ses nedan t.h. Nikolaikyrkans torn ses ovan t.h.

Haga är ett område i västra Örebro.

## Hagas historia
År 1888 fastställdes en ny stadsplan för Örebro. Denna innefattade tillkomsten av Vasatorget, från vilket sex gator strålar ut mot norr, väst och syd. En av dessa gator är Hagagatan, vars tillkomstår alltså är 1888. Varför namnet på en av gatorna blev just "Hagagatan" är oklart, eftersom ingen bebyggelse fanns i närheten med anknytning till det namnet. (Villan Haganäs invid Hagabron byggdes först 1895. ) Möjligen tänkte man på Haga slott i Stockholm. Från början sträckte sig Hagagatan endast till Västra allén (dagens Hertig Karls Allé), men år 1901 förlängdes sträckningen till Älvtomtagatan. Ett år tidigare, år 1900, hade Hagabron byggts, som ligger nära Hagagatans korsning med Hertig Karls Allé. År 1900 anlades även gatan Hagastrand invid Hagabrons fäste. År 1896 hade Hagaparken anlagts, även den i anslutning till Hagabron.
Från första början var således Haga förknippat med ett område endast ett kort stycke väster om Vasatorget. När Stjärnhusområdet byggdes i Rosta åren 1947-51 tillkom en skola där, som kallades Hagaskolan. Samtidigt förlängdes Hagagatan till korsningen Västra Vintergatan.
I början av 1970-talet planerades bebyggelse på Rosta herrgårds tidigare marker, väster om Stjärnhusen. Efter hand växte nya bostadsområden upp med namn som Solhaga och Västhaga. En centrumanläggning vid namn Haga centrum med affärer och inomhusbad tillkom i början av 1970-talet. Samtidigt förlängdes Hagagatan till korsningen Vaktelvägen.
Gradvis har det alltså skett en förflyttning, eller möjligen utvidgning, av Haga-begreppet sedan det först kom att användas.

## Dagens Haga
Vilket geografiskt område som Haga idag omfattar är inte definierat. Haga-begreppet är förknippat med områden både väster och öster om stadsdelen Rosta. Det "nya" västra Haga, som tillkom på 1970-talet, har Haga centrum som ett nav. Strax intill denna anläggning ligger bostadsområdena Västhaga och Solhaga. Björkhaga ligger i nordväst, och stadsplanerarna har kanske med namnet menat att det ska anknyta till Haga. På kommunens webbplats anges Solhaga, Västhaga och Björkhaga som självständiga stadsdelar , varför Haga-namnet inte tycks ha någon officiell betydelse.